# Vecuronio
El bromuro de vecuronio es un medicamento relajante muscular derivado del pancuronio. Se emplea por vía intravenosa en el medio hospitalario para facilitar la anestesia. Está incluido en la lista de medicamentos esenciales de la Organización Mundial de la Salud.

## Indicaciones
Su utilización está indicada para producir parálisis neuromuscular con la finalidad de realizar ventilación mecánica previa a la cirugía o en terapia de cuidados intensivos. También se emplea en el tratamiento del tétanos. En ocasiones, se utiliza junto con otras sustancias para administrar la inyección letal.

## Mecanismo de acción
Actúa compitiendo con la acetilcolina, bloqueando de forma competitiva y reversible los receptores colinérgicos de la placa neuromuscular, provocando una parálisis flácida generalizada.

## Efectos secundarios
Los efectos secundarios que se observan con mayor frecuencia tras la administración del fármaco son: hipertensión arterial, hipotensión, taquicardia, bradicardia, arritmia, depresión respiratoria y retención urinaria.

## Medicamentos emparentados
Pertenecen a la misma familia farmacológica el pancuronio, pipecuronio, rocuronio y rapacuronio.

## Reversión
El bloqueo neuromuscular y la parálisis inducida por vecunorio puede ser inhibido por medicamentos inhibidores de la acetilcolinesterasa, entre ellos la neostigmina y el edrofonio. La acetilcolinesterasa es una enzima que hidroliza la acetilcolina y la convierte en ácido acético y colina.

## Historia
En el año 1862 don Ramón Páez describió un veneno, la guachamaca, que los indígenas venezolanos usaban para cazar aves como garzas y grullas. Páez también relató el caso de una mujer que preparó una comida y provocó el fallecimiento de 10 personas, probablemente utilizó como veneno la planta Malouetia nítida o Malouetia schomburgki.
En el año 1960 se aisló la maluetina de las raíces y la corteza del arbusto Malouetia bequaertiana mediante una técnica de intercambio iónico. Una forma pura de la sustancia se sintetizó por primera vez en 1964 y se denominó bromuro de pancuronio. El término es un acrónimo formado por las iniciales de  piperidina, androstano, curarizante y el sufijo onio.
Un artículo publicado en 1973 analizó las relaciones entre la estructura y la actividad de diferentes relajantes musculares aminosteroides, incluido el análogo mono-cuaternario del pancuronio, más tarde llamado vecuronio.